# András Törő
András Törő (Budapest, 10 luglio 1940) è un ex canoista ungherese naturalizzato statunitense.
Ha rappresentato l'Ungheria in due edizioni dei Giochi olimpici estivi (1960 e 1964). Dopo aver ricevuto la cittadinanza statunitense, ha partecipato ad altre due edizioni dei Giochi (1972 e 1976) in rappresentanza degli Stati Uniti.

## Palmarès

### Olimpiadi
- 1 medaglia[1]:
  - 1 bronzo (Roma 1960 nel C-2 1000 m)